# 租借
租借在國際關係上可指一國有條件或無條件的將其領土的一部分，有期限的借與他國使用，而仍保有該領土的主權，租借土地的國家通常是透過武力取得租借的機會，並且基於租借國也經常是戰勝國的原因，租借法案經常是一種不平等條約，而租借的領土則稱為租借地。
由於十九世紀中國因清政府缺乏管理能力，經常將通商口岸附近的土地簽約給其他國家，其中有因為外國不滿而被迫者、亦有因為官員嫌管理外國人很麻煩而主動者，造成租借盛行的現象。特別注意，租借、租借地、租界具有三個不完全相同的意義，不應該混用。

## 另見
- 租借地